# Дандено, Матьё
Матьё Дандено́ (фр. Mathieu Dandenault; 3 февраля 1976, Шербрук, Квебек) — бывший профессиональный канадский хоккеист, защитник. В НХЛ выступал за «Детройт Ред Уингз» и «Монреаль Канадиенс» в 1995-2009 годах.
Начинал играть в Юниорской лиге Квебека.
На драфте НХЛ 1994 года был выбран во 2 раунде под общим 49 номером клубом «Детройт Ред Уингз». Провёл в Детройте девять сезонов и трижды стал обладателем Кубка Стэнли. Во время локаута в 2004 году играл в чемпионате Италии, за клуб ХК Азиаго. 3 августа 2005 года как неограниченно свободный агент подписал контракт с «Монреаль Канадиенс», за который выступал до 2009 года. 5 октября 2010 года объявил об уходе из хоккея  Архивная копия от 2 апреля 2015 на Wayback Machine.

## Награды
- Обладатель Кубка Стэнли 1997, 1998, 2002 («Детройт Ред Уингз»)
- Чемпион мира по хоккею 2003

## Статистика
```
                                            --- Regular Season ---  ---- Playoffs ----
Season   Team                        Lge    GP    G    A  Pts  PIM  GP   G   A Pts PIM
--------------------------------------------------------------------------------------
1993-94  Sherbrooke Faucons          QMJHL  67   17   36   53   67
1994-95  Sherbrooke Faucons          QMJHL  67   37   70  107   76   7   1   7   8  10
1995-96  Sherbrooke Faucons          QMJHL   1    1    2    3    0  --  --  --  --  --
1995-96  Adirondack Red Wings        AHL     4    0    0    0    0  --  --  --  --  --
1995-96  Detroit Red Wings           NHL    34    5    7   12    6  --  --  --  --  --
1996-97  Detroit Red Wings           NHL    65    3    9   12   28  --  --  --  --  --
1997-98  Detroit Red Wings           NHL    68    5   12   17   43   3   1   0   1   0
1998-99  Detroit Red Wings           NHL    75    4   10   14   59  10   0   1   1   0
1999-00  Detroit Red Wings           NHL    81    6   12   18   20   6   0   0   0   2
2000-01  Detroit Red Wings           NHL    73   10   15   25   38   6   0   1   1   0
2001-02  Detroit Red Wings           NHL    81    8   12   20   44  23   1   2   3   8
2002-03  Detroit Red Wings           NHL    74    4   15   19   64   4   0   0   0   2
2003-04  Detroit Red Wings           NHL    65    3    9   12   40  12   1   1   2   6
2004-05  Asiago HC                   Italy  10    0    2    2    2
2005-06  Montreal Canadiens          NHL    82    5   15   20   83   6   0   3   3   4
2006-07  Montreal Canadiens          NHL    68    2    6    8   40  --  --  --  --  --
2007-08  Montreal Canadiens          NHL    61    9    5   14   34   9   0   0   0   2
2008-09  Montreal Canadiens          NHL    41    4    8   12   17   4   0   0   0   0
2009-10  Hartford Wolf Pack          AHL    19    1    1    2   10  --  --  --  --  --
--------------------------------------------------------------------------------------
         NHL Totals                        868   68  135  203  516  83   3   8  11  24

```

```
                                        
Year      Team                     Event    GP    G   A   Pts  PIM
-------------------------------------------------------------------
2003     Canada                     WC       7    2    3    5   12
-------------------------------------------------------------------
            WC Totals                        7    2    3    5   12  
```